# 이현주 (희극인)
이현주(1966년 11월 29일 ~  )는 대한민국의 희극 배우이다. 1987년 제1회 MBC TV 개그콘테스트로 데뷔했으며 <청춘만만세> 시절부터 출연해 온 청춘행진곡 폐지 뒤 1992년 3월에 김창준,  김은태, 이웅호와 함께 SBS로 이적했는데 방송사를 옮긴 뒤에도 잘 나갔으나 선배들의 언어폭력과 구타, 그리고 언제 떨어질지 모르는 인기에 대한 압박감으로 인한 스트레스 등의 이유와 1993년에 발생한 예기치 못한 교통사고의 심각한 후유증으로 스스로 개그계를 떠나야 했다.

## 방송
- 《청춘행진곡》- 짱구네 집
- 《청춘만만세》- 사발꽃 당신
- 《일요일 일요일 밤에》- 참깨부부 들깨부부
- 《코미디 전망대》
- 《웃으면 좋아요》- 참새방앗간, 삼순이 블루스, 철없는 아내

## CF
- 명문제약 키미테(일밤 - 참깨부부 들깨부부 팀으로 출연)
- LG생활건강 알뜨랑 비누 (일밤 - 참깨부부 들깨부부 팀으로 출연)
- 롯데제과 ABC 초콜렛(MBC 코미디언 식구들과 함께 출연)
- 롯데제과 해바라기 초코볼(MBC 코미디언 식구들과 함께 출연)
- 롯데푸드 팔도만두(심형래와 함께 출연)
- 우리들제약 세나린(일밤 - 참깨부부 들깨부부 팀으로 출연)

## 수상
- 1987년 제1회 MBC 전국대학생 개그콘테스트 대상
- 1987년 MBC 연기대상 코미디 부문 여자 신인상
- 1988년 MBC 연기대상 코미디 부문 여자 우수 연기상